# Olle Källgren
Olle Källgren (ur. 7 września 1907, zm. 13 kwietnia 1983) – szwedzki piłkarz, grający na pozycji obrońcy.

## Kariera klubowa
Całą karierę piłkarską Olle Källgren występował w Sandvikens IF. Z Sandvikens zajął najwyższe w jego historii trzecie miejsce w Allsvenskan w 1936.

## Kariera reprezentacyjna
W reprezentacji Szwecji Källgren zadebiutował 24 września 1933 w przegranym 0-1 meczu Pucharu Nordyckiego z Norwegią.
W 1938 József Nagy, ówczesny selekcjoner reprezentacji Szwecji powołał Perssona na mistrzostwa świata. Na mundialu we Francji wystąpił tylko w meczu o trzecie miejsce z Brazylią. 
Ostatni raz w reprezentacji wystąpił 14 czerwca 1939 w przegranym 0-1 meczu w Turnieju 50-lecia DBU z Norwegią. W latach 1933–1938 wystąpił w reprezentacji w 13 meczach.
| Mecze i gole w reprezentacji | Mecze i gole w reprezentacji | Mecze i gole w reprezentacji | Mecze i gole w reprezentacji | Mecze i gole w reprezentacji | Mecze i gole w reprezentacji | Mecze i gole w reprezentacji |
| #                            | Data                         | Miasto                       | Przeciwnik                   | Gol                          | Wynik                        |                              |
| ---------------------------- | ---------------------------- | ---------------------------- | ---------------------------- | ---------------------------- | ---------------------------- | ---------------------------- |
| 1.                           | 24.09.1933                   | Oslo                         | Norwegia                     |                              | 1:0                          | Puchar Nordycki              |
| 2.                           | 16.06.1937                   | Solna                        | Finlandia                    |                              | 4:0                          | Puchar Nordycki, el. MŚ 1938 |
| 3.                           | 20.06.1937                   | Solna                        | Estonia                      |                              | 7:2                          | el. MŚ 1938                  |
| 4.                           | 23.06.1937                   | Warszawa                     | Rumunia                      |                              | 1:3                          | towarzyski                   |
| 5.                           | 27.06.1937                   | Bukareszt                    | Rumunia                      |                              | 2:2                          | towarzyski                   |
| 6.                           | 03.10.1937                   | Solna                        | Dania                        |                              | 1:2                          | Puchar Nordycki              |
| 7.                           | 12.06.1938                   | Antibes                      | Kuba                         |                              | 8:0                          | Mistrzostwa Świata 1938      |
| 8.                           | 16.06.1938                   | Paryż                        | Węgry                        |                              | 5:1                          | Mistrzostwa Świata 1938      |
| 9.                           | 21.06.1938                   | Kopenhaga                    | Dania                        |                              | 1:0                          | Puchar Nordycki              |
| 10.                          | 04.07.1938                   | Helsinki                     | Finlandia                    |                              | 4:2                          | Puchar Nordycki              |
| 11.                          | 07.08.1938                   | Solna                        | Czechosłowacja               |                              | 2:6                          | towarzyski                   |
| 12.                          | 04.09.1938                   | Oslo                         | Norwegia                     |                              | 1:2                          | towarzyski                   |
| 13.                          | 02.10.1938                   | Solna                        | Norwegia                     | Gol                          | 2:3                          | Puchar Nordycki              |